# El Corpus
El Corpus è un comune dell'Honduras facente parte del dipartimento di Choluteca.
La sua fondazione fu conseguenza della scoperta di un giacimento minerario chiamato"Clavo Rico" nel 1585. Nella suddivisione amministrativa del 1889, El Corpus era capoluogo di un distretto formato anche dai comuni di Concepción de María e El Triunfo.